# Assunta Perez
Assunta Perez (Araçatuba, 01 de março de 1932 - São Paulo, 11 de maio de 2014) foi uma atriz brasileira, destacando-se por suas atuações teatrais.

## Carreira
Em 1956 ingressa na Escola de Arte Dramática da Universidade de São Paulo e na Faculdade de Direito da Universidade de São Paulo.
Sob a direção de Miriam Mehler estreia no espetáculo Quatro Pessoas Passam Enquanto as Lentilhas Cozinham, em 1957. Destacar-se-ia por sua participação na montagem de Um Grito Parado no Ar, de Gianfrancesco Guarnieri, vinculado ao teatro de resistência, produzido por Martha Overbeck e Othon Bastos, e direção de Fernando Peixoto.
Em televisão participou da versão da TV Cultura de A Muralha. Trabalharia esporadicamente em teleteatros, sendo o último no de sua amiga Cacilda Becker.
Sua participação cinematográfica de grande destaca foi no filme Longo Caminho da Morte, de 1972, com Dionísio Azevedo e Othon Bastos.

## Filmografia

### Cinema
| Ano  | Título                 | Personagem              | Notas            |
| ---- | ---------------------- | ----------------------- | ---------------- |
| 1971 | Uma Mulher para Sábado | Atriz interpretando avó |                  |
| 1971 | As Noites de Iemanjá   | Legista                 |                  |
| 1972 | Longo Caminho da Morte | Dona Mariazinha         |                  |
| 1978 | Doramundo              | Assunta                 |                  |
| 1982 | Tribunal Bertha Lutz   | Advogada de defesa      | Curta-metragem   |
| 1995 | Felicidade É...        | Ex-namorada             | Segmento: "Cruz" |
| 1997 | Os Três Zuretas        | Mulher no trem          |                  |

### Televisão
| Ano  | Título                    | Papel | Nota                                  |
| ---- | ------------------------- | ----- | ------------------------------------- |
| 1961 | A Muralha                 | —     |                                       |
| 1962 | Grande Teatro             | —     | Episódio: "Canção do Regresso Tardio" |
| 1962 | Grande Teatro             | —     | Episódio: "Os Deuses Riem"            |
| 1962 | Grande Teatro             | —     | Episódio: "Um Caso de Loucura"        |
| 1963 | Grande Teatro Tupi        | —     | Episódio: "Crime Castigo"             |
| 1963 | Grande Teatro Tupi        | —     | Episódio: "Bodas de Sangue"           |
| 1965 | TV de Vanguarda           | —     | Episódio: "Rinocerontes"              |
| 1968 | Teleteatro Cacilda Becker | —     | Episódio: "Eugenie Grandet"           |

## No Teatro[1]
| Ano  | Título                                               | Direção                    |
| ---- | ---------------------------------------------------- | -------------------------- |
| 1957 | Quatro Pessoas Passam Enquanto as Lentilhas Cozinham | Miriam Mehler              |
| 1957 | Os Apaixonados Pueris                                | Alfredo Mesquita           |
| 1958 | Quarto de Empregada                                  | Milton Baccarelli          |
| 1958 | Ubu Rei                                              | Alfredo Mesquita           |
| 1959 | A Devoção da Cruz                                    | Alfredo Mesquita           |
| 1959 | A Incubadeira                                        | Amir Haddad                |
| 1960 | Fogo Frio                                            | Augusto Boal               |
| 1960 | Morte e Vida Severina                                | Clemente Portella          |
| 1961 | Rinocerontes                                         | Walmor Chagas              |
| 1961 | Males da Juventude                                   | Alberto D'Aversa           |
| 1962 | Chuva                                                | Dulcina de Moraes          |
| 1962 | Tia Mame                                             | Dulcina de Moraes          |
| 1962 | As Lobas                                             | Alice Pincherle            |
| 1963 | Onde Canta o Sabiá                                   | Hermilo Borba Filho        |
| 1964 | Tartufo                                              | Augusto Boal               |
| 1966 | A Alma Boa de Set-Tsuan                              | Benjamin Cattan            |
| 1967 | Lisístrata                                           | Maurice Vaneau             |
| 1968 | Cemitério de Automóveis                              | Victor García              |
| 1969 | O Balcão                                             | Victor García              |
| 1971 | Quando Mais Louco Melhor                             | Walmor Chagas              |
| 1973 | Um Grito Parado no Ar                                | Fernando Peixoto           |
| 1977 | Torre de Babel                                       | Luis Carlos Ripper         |
| 1979 | Caixa de Cimento                                     | Juan Uviedo                |
| 1986 | A Casa de Bernarda Alba                              | Eugenia Thereza de Andrade |
| 1989 | Vias de Comunhão                                     | Chico de Assis             |
| 1992 | Meu nome é Pablo Neruda                              | Gianfrancesco Guarnieri    |